# Itatiaya iuba
Espèce
Itatiaya iuba est une espèce d'araignées aranéomorphes de la famille des Zoropsidae.

## Distribution
Cette espèce est endémique de l'État de São Paulo au Brésil,.

## Description
Le mâle holotype mesure 4,30 mm et la femelle paratype 4,16 mm.

## Publication originale
- Polotow & Brescovit, 2006 : Revision of the Neotropical spider genus Itatiaya Mello-Leitão (Araneae, Ctenidae) with considerations on biogeographic distribution of species. Revista Brasileira de Zoologia, vol. 23, p. 429-442.